# Paul Cordy
Paul Etienne Yvonne Cordy (Oostende, 13 juni 1966) is een Belgisch politicus van de N-VA.

## Levensloop
Cordy behaalde in 1988 een kandidatuur in de geschiedenis en in 1991 een kandidatuur in de wijsbegeerte aan het UFSIA in Antwerpen en haalde in 1994 een aanvullend diploma in de Duitse taalkunde aan de Vrije Universiteit Brussel. Ten slotte voltooide Cordy in 1995 de lerarenopleiding aan de VUB en in 1998 een kandidatuur in de rechten aan het UFSIA.
Beroepshalve werkte hij van 1993 tot 1999 als zelfstandig journalist. Tevens was hij van 1995 tot 1998 parlementair medewerker voor de Volksunie in de Kamer van volksvertegenwoordigers en van 1995 tot 2006 leraar Duits in het volwassenenonderwijs. In 1998 ging Cordy aan de slag aan de Universiteit Antwerpen als diensthoofd van het studiecentrum Open Universiteit. In 2016 nam hij er politiek verlof.
Cordy was als student vanaf 1984 actief in het KVHV-Antwerpen en was hoofdredacteur van het studententijdschrift Tegenstroom, was lid van het IJzerbedevaartcomité en was tot in maart 2017 regisseur van het Vlaams Nationaal Zangfeest. Op politiek vlak was hij eerst actief binnen de  Volksunie en na de splitsing van die partij in 2001 bij N-VA.
Bij de lokale verkiezingen van oktober 2012 werd hij verkozen tot districtsraadslid van het district Antwerpen en werd er districtsschepen voor publieke ruimte, mobiliteit en jeugd. Toen partijgenote Zuhal Demir in 2016 terug naar het Limburgse Genk verhuisde, volgde Cordy haar op 1 januari 2016 op als districtsvoorzitter. Na de lokale verkiezingen van oktober 2018 en die van oktober 2024 kon Cordy districtsvoorzitter blijven.
Bij de Vlaamse verkiezingen van 25 mei 2014 stond hij op de vierde opvolgersplaats in de kieskring Antwerpen. Toen Jan Hofkens in september 2016 ontslag nam als Vlaams Parlementslid, volgde Cordy hem op. In mei 2019 raakte hij niet herkozen. Als Vlaams Parlementslid was Cordy als vast lid actief in de commissies Onderwijs en Algemeen Beleid, Financiën en Begroting.
In september 2015 werd Cordy lid van de raad van bestuur van vervoersmaatschappij De Lijn ter vervanging van Bart Van Camp. Hij bleef dit tot september 2016.